# 정갑석
정갑석(鄭甲錫, 1969년 3월 3일 ~ )은 대한민국의  축구 감독이다.

## 생애

### 지도자
충북대학교 졸업 후 실업팀 입단에 실패하며 선수 생활을 포기하고 곧바로 지도자의 길로 들어섰으며, 한국인으로서는 최초로 지도자 P급 라이센스를 취득하였다.
1996년부터 10년동안 모교인 충북대학교 축구부의 감독직을 맡았다.
이후 홍익대학교 수석코치로 취임하였고, 2009년 고양 KB국민은행 축구단의 수석코치로 취임해 이우형 감독을 보좌하였다.
2012년 대전 시티즌의 유소년 산하 학교인 충남기계공업고등학교의 감독직에 취임하였고, 황인범, 남윤재 등을 배출하였다.
2016년 송선호 감독의 부름을 받고 부천 FC 1995의 수석코치로 취임하였다.
부천이 FA컵 4강에 진출하면서 AFC 챔피언스리그에 진출할 시 P급 라이센스가 없는 송선호가 감독일 경우 대회 출전이 불가능한 관계로 송선호와 서로 보직을 바꿔 감독으로 승격되었고, FC 서울과의 4강전에서 패해 탈락함으로써 수석코치직에 복직하였다.
2016시즌을 끝으로 송선호 감독이 계약 해지로 팀을 떠나며 부천의 후임 감독으로 승격하였다. 하지만 2018시즌 팀이 부진에 빠지면서 2018년 9월 부천 FC 1995감독에서 경질되었다.